# Xorides albimaculatus
Xorides albimaculatus är en stekelart som beskrevs av Mao-Ling Sheng 2000. Xorides albimaculatus ingår i släktet Xorides och familjen brokparasitsteklar. Inga underarter finns listade i Catalogue of Life.